# Battaglia di Bardi
La battaglia di Bardi fu uno scontro verificatosi il 29 novembre 1321 tra le forze guelfe guidate da Giacomo Cavalcabò e le ghibelline guidate da Galeazzo Visconti nei pressi dell'omonimo borgo.

## Storia

### Antefatti
Il 19 maggio 1320 un esercito al comando di Filippo di Valois era giunto in Italia su invito di papa Giovanni XXII al fine di sconfiggere Matteo Visconti. Il 2 agosto l'esercito francese aveva incontrato quello milanese sulla Sesia ma, constatata la superiorità numerica del nemico, aveva deciso di non accettare battaglia e ritirarsi in Francia, per lo sgomento dei guelfi.
Matteo Visconti ne approfittò per inviare il figlio Marco con un grosso esercito ad assediare Vercelli, allora città guelfa. Vercelli riuscì a resistere dal dicembre del 1320 fino all'aprile del 1321, quando un esercito guelfo di circa 3 600 uomini cercò di sollevare l'assedio visconteo finendo però sconfitto e costringendo la città alla resa l'11 aprile 1321. Gli Avogadro, signori della città e i guelfi fuoriusciti furono tutti catturati e imprigionati a Milano. Questa sconfitta portò Giovanni XXII, Filippo di Valois e Roberto d'Angiò ad inviare nuovamente il cardinale Bertrando del Poggetto in Lombardia al fine di sconfiggere i Visconti. Bertrando giunse dapprima ad Asti, poi a Valenza dove impose ad Uberto di Sperogaria, inquisitore domenicano, di rinnovare la scomunica nei confronti di Matteo Visconti, della sua famiglia e di tutti i suoi alleati, cosa che puntualmente fece il 26 maggio nella chiesa di S.Stefano di Bassignana. Matteo rispose al papa che data la sua età avanzata (aveva ormai 70 anni) non sarebbe stato in grado di recarsi ad Avignone. I membri più illustri del clero milanese vennero invitati a comparire davanti al legato pontificio che li pregò di prestare aiuto alla causa guelfa tra cui l'abate Astolfo della basilica di S.Ambrogio e l'abate Lanfranco di quella di S.Simpliciano, una parte dei chierici restò però fedele al Visconti. Bertrando inviò poi messi in tutte le più importanti città guelfe al fine di reclutare soldati per una nuova campagna anti-viscontea. Brescia rispose inviando 200 uomini, Bologna e Cremona ne inviarono 100 mentre Pagano della Torre, patriarca di Aquileia, con un piccolo contingente di 100 cavalieri, mosse alla volta di Crema devastandone le campagne. Giovanni XXII arrivò perfino a invitare Enrico di Fiandra a riprendersi Lodi pertanto questi, non volendo lasciarsi sfuggire l'occasione, scese in Italia con un piccolo esercito e dimorò a Milano dove fu ben accolto da Matteo Visconti. I lodigiani tuttavia non avevano alcuna intenzione di cedere la città e, capitanati dai Vistarini, cacciarono gli uomini del conte dal castello, ne assunsero il pieno possesso sotto la guida di Jacopo e Sozio Vistarini, poi si accordarono segretamente con Matteo Visconti che li incitò a proseguire la ribellione. Enrico non si fece persuadere dal Visconti ad abbandonare l'impresa chiamando in aiuto Cangrande della Scala che inviò Spinetta Malaspina per cercare di convincere i lodigiani senza però ottenere nulla, al che il conte dopo un anno di permanenza a Milano si trasferì nel Monferrato.
Giovanni XXII decise allora di nominare Raimondo di Cardona vicario in Lombardia nonché comandante dell'esercito guelfo e lo inviò ad Asti. Questi riuscì a respingere le truppe di Marco Visconti presso Alessandria per poi catturare Valenza. In settembre Galeazzo Visconti, figlio di Matteo e signore di Piacenza, rispose alla dichiarazione di guerra reclutando un esercito che guidò personalmente all'assedio di Crema, con capitani il cremonese Ponzino Ponzoni e Vergusio dei Landi. Pochi giorni dopo, lasciati i due capitani a devastare la campagna cremonese, Galeazzo assediò Cremona a Porta Po bloccandone il traffico fluviale. Durante le operazioni l'esercito visconteo si scontrò sia con il conte di Sartirana che con i circa 700 guelfi usciti da Crema per saccheggiare la campagna intorno a Soncino; sconfisse entrambi facendo molti prigionieri ed occupando Soresina. Per cercare di salvare Cremona, Giacomo II Cavalcabò, podestà e capitano del popolo, si recò personalmente a Bologna e in Toscana per chiedere assistenza e riuscì a radunare un esercito di 600 cavalieri al comando di Francesco Scotti con il quale, attraversando le terre dei Da Correggio, giunse alle rive del Po, solo per trovarle presidiate dalle galee viscontee ed essere costretto a ripiegare.

### Battaglia
Nell'ottobre del 1321 un esercito di guelfi composto da 400 fanti e alcune squadre di cavalleria provenienti dal piacentino e dalla valle del Ceno, capitanato da Facino di Bardi, attacco l'omonimo borgo e la sua possente rocca, che sorgeva in posizione dominante su un imponente sperone roccioso, controllando il fiume e la strada che connette Bardi a Borgo val di Taro passando per Bedonia. La guarnigione della rocca, comandata dal conestabile Nello da Massa per conto dei Visconti, si rifiutò di arrendersi e inviò una richiesta di aiuto ai signori di Milano.
L'esercito guelfo sotto il comando del Cavalcabò si diresse allora in val di Taro, dove fu ben ricevuto essendo l'area in buoni rapporti con Francesco Scotti, sino a giungere a Bardi. Nei giorni successivi alcune squadre di cavalleria guelfe si dedicarono a razziare il piacentino.
Quando Galeazzo Visconti apprese dei movimenti del nemico lasciò l'assedio di Cremona, radunò un esercito composto da alcune migliaia di fanti provenienti da Bobbio e dalla val Trebbia e da un migliaio di cavalieri di cui 500-800 tedeschi. Nominò capitano Manfredo dei Landi, preferendolo a Vergusio della cui fedeltà dubitava e insieme a lui Corradino Malaspina e Alessandro Pallavicini. Il 29 novembre 1321 l'esercito visconteo giunse a Bardi e il Cavalcabò fece uscire le truppe dall'accampamento nei pressi del borgo schierandole a battaglia; Nello da Massa ne approfittò per effettuare una sortita e incendiare il borgo. Il Cavalcabò schierò i suoi uomini in cinque colonne mentre il Visconti lo divise in tre schiere. Il primo si trovava in posizione sfavorevole essendo di fatto imbottigliato, in quanto alle spalle era esposto alle sortite dalla rocca di Bardi e di fronte aveva l'esercito nemico.
Esistono poche informazioni circa il reale svolgimento della battaglia. Secondo il Corio prima dell'inizio degli scontri il Cavalcabò insieme ad altri venti cavalieri si scostò dal resto dell'esercito per esaminare lo schieramento nemico ma, allontanatosi troppo, venne caricato dalla cavalleria viscontea e rimase ucciso nello scontro. La morte del comandante guelfo accese la battaglia che si combatté prevalentemente in località Diamanti, a 2–3 km dalla rocca. Secondo il Musso invece il Cavalcabò rimase ucciso in uno scontro insieme a molti altri cavalieri nel punto in cui oggi sorge la cappella di S.Biagio (nota come Madonnina delle Grazie), costruita per ricordare questa vittoria. Dopo molte ore di scontri fu decisiva la carica dei cavalieri tedeschi guidata da Manfredo dei Landi che assicurò la vittoria ai viscontei. I ghibellini catturarono Leonardo Arcelli, Chiavarino Mancassola e Giannino Coppalati.

### Conseguenze
Il 6 dicembre Galeazzo Visconti fece seppellire Giacomo Cavalcabò con tutti gli onori nella chiesa di San Francesco del Prato a Parma poi tornò ad assediare Cremona che cadrà il 17 gennaio 1322.